# تالون
تالون (به لاتین: Talon) یک منطقهٔ مسکونی در روسیه است که در جمهوری آلتای واقع شده‌است.